# Alexandre Gady
Alexandre Gady (Versalhes, 1 de abril de 1968) é um acadêmico francês, historiador da arquitetura, comprometido com a valorização e defesa do patrimônio. É professor da Sorbonne University, diretor do Centro André-Chastel e presidente honorário da Society for the Protection of Landscapes and Aesthetics of France (SPPEF).
Historiador e historiador da arte, Alexandre Gady foi sucessivamente professor na Universidade de Paris IV-Sorbonne de 2005 a 2009, então professor de história da arte moderna na Universidade de Nantes, antes de ser eleito para a Universidade de Paris-Sorbonne em 2012; ocupou a cadeira de história da arquitetura moderna, onde sucedeu a Claude Mignot. Desde 2014, dirige o Centro André-Chastel. Lecionou também na École du Louvre (1995-2001), no Instituto de Estudos Políticos de Paris (2000-2007), na École de Chaillot (desde 2007). Desde 2017, é professor visitante na École polytechnique fédérale de Lausanne.
Foi também consultor científico do Centro Alemão de História da Arte em Paris (2002-2007).
Alexandre Gady foi, entre 1993 e 1999, gestor de projetos na Commission du Vieux Paris, órgão consultivo municipal responsável pelo património parisiense.
De 2003 a 2005, participou da missão “Nancy 2005, a Era das Luzes” (Nancy City Hall).
Em 2011, foi eleito presidente da Sociedade para a Proteção das Paisagens e Estética da França (SPPEF). Em 2019, foi substituído por Julien Lacaze e tornou-se presidente honorário.
Ele se opõe às turbinas eólicas e declara: “Os aerogeradores industriais poluentes (AIP), conhecidos como “turbinas eólicas”, são a primeira ameaça que pesa sobre as paisagens francesas hoje”. 